# Kraftwerk Barberine-Vernayaz
Das Kraftwerk Barberine-Vernayaz ist eine zweistufige Kraftwerksanlage der SBB zur Erzeugung von 16,7 Hz-Bahnstrom im Unterwallis in der Schweiz, die Wasser aus dem Lac d’Emosson bezieht.

## Geschichte
Die SBB erwarben bereits 1917 die Konzession für die Nutzung der Wasserkräfte der Barberine, des Nant de Drance, der Trient, der Eau Noire und der Triège – alles Gewässer im Vallée du Trient und dessen Seitentäler.
Im  Elektrifizierung-Programm von 1918 war das zweistufige Kraftwerk Barberine-Vernayaz vorgesehen für die Versorgung der Bahnstrecken in der Westschweiz. In einem ersten Schritt sollte nur die obere Stufe, das Kraftwerk Châtelard-Barberine gebaut werden, wozu auch der 39 Mio. m³ fassende Kopfspeicher Lac de Barberine gehörte. Die erzeugte Energie sollte für den elektrischen Betrieb der Strecken Brig–Lausanne–Genf und Lausanne–Vallorbe reichen. Im Mai 1919 wurde der dazu notwendige Kredit von 37,5 Mio. Franken-Kredit vom Verwaltungsrat der SBB bewilligt.
Mit dem 1923 genehmigten Programm zur beschleunigten Elektrifizierung der Hauptstrecken der SBB wurde auch die zweite Stufe der Anlage mit dem Kraftwerk Vernayaz nötig. Schon während der Umsetzung des Programms, wurde klar, dass zusätzliche Energie vor allem für die Strecken in der Zentral- und Ostschweiz nötig sein wird. Es wurde deshalb auch noch das Nebenkraftwerk Trient gebaut, das 1929 in Betrieb ging und die Kraftwerksgruppe in der Westschweiz mit derjenigen vom Gotthard verbunden. Dies geschah mit einer 132 kV-Hochspannungsleitung, die nach Rupperswil führte und dort an die 66 kV-Leitung vom Gotthard anschloss. Das Kraftwerk Rupperswil-Auenstein wurde erst 1941 gebaut, was aber damals schon vorgesehen, weshalb dieser Punkt für die Verknüpfung der beiden Kraftwerksgruppe gewählt wurde. Die Kraftwerksgruppe war 1928 wie folgt ausgebaut:
| Zentrale  | Leistung | Turbinen | Durchfluss- menge | Erzeugte Energie |
| --------- | -------- | -------- | ----------------- | ---------------- |
| Barberine | 36 MW    | 4        | 8 m³/s            | 60 GWh           |
| Vernayaz  | 85 MW    | 5        | 8 m³/s            | 170 GWh          |
| Trient    | 2 MW     | 2        | 3,2 m³/s          |                  |
| Total     | 123 MW   | 10       |                   | 230 GWh          |

Zusätzlicher Energiebedarf der Bahn nach dem Zweiten Weltkrieg verlangten den Ausbau des Kraftwerks. 1950 wurde der Oberlauf der Triège gefasst und mit einem 3,8 km langen Stollen in den Lac de Barberine geleitet. Weiter wurde ab 1951 die Staumauer für den Lac du Vieux Emosson gebaut, ein Stausee oberhalb des Lac de Barberine, der die Nant de Drance aufstaute und damit die Energie für den Winter speichern konnte. Die Staumauer war 1955 fertig gestellt. Das vorgeschlagene Werk zu Ausnutzung der Höhendifferenz der beiden Stauseen wurde nicht umgesetzt. Diese Aufgabe wird erst dem 2022 in Betrieb genommenen Pumpspeicherkraftwerk Nant de Drance zu kommen.

### Lac d’Emosson
Im Jahre 1954 wurde die Electricité d’Emosson S.A. (ESA) gegründet, welche das Ziel hatte, den wesentlich grösseren Lac d’Emosson zu bauen. Der neue Stausee nutzt das gleiche Tal wie der Lac de Barberine mit einer höheren weiter vorne im Tal liegenden Staumauer, sodass die bestehende Barberine-Staumauer überflutet wird. Bevor das Projekt umgesetzt werden konnte, musste die Landesgrenze verschoben werden damit die Staumauer gänzlich auf Schweizer Boden zu stehen kam.
Die SBB sind an der ESA (einem Gemeinschaftunternehmen der schweizerischen Alpiq mit der französischen EDF) nicht beteiligt, die Zusammenarbeit der beiden Gesellschaften ist in einem Vertrag vom Juni 1961 festgelegt. Damit die SBB mit dem neuen Projekt einverstanden war, musste die neue Gesellschaft einwilligen, der SBB weiterhin das Wasser zur Verfügung zu stellen, das im nicht mehr nutzbaren Lac de Barberine vorhanden gewesen wäre. Weiter liess die SBB die geplante Emosson-Staumauer um fünf Meter erhöhen, um zusätzliche 16 Mio. m³ Speichervolumen für sich zu gewinnen. Sie übernahm dafür 10 % der Kosten der Staumauer.
Der Lac d’Emosson wurde in den Jahren 1963–1974 erbaut. Die Produktion des Nebenkraftwerks Trient und des Kraftwerks Vernayaz ging im Sommer zurück, weil dem Oberlauf der Trient Wasser für die neue Zentrale Châtelard-Vallorcine der ESA entnommen wurde und Zuflüsse der Eau Noire dem neuen Stausee zugeleitet wurden.
Mit dem Bau des neuen Stausees musste die SBB ihr Kraftwerk für 130 Mio. Franken wie folgt anpassen:
- die Druckleitung des Kraftwerks Châtelard-Barberine musste ersetzt werden, weil sie dem Druck des höher aufgestauten Lac d’Emosson nicht standgehalten hätten. Sie wurde durch einen Druckschacht ersetzt, wobei gleichzeitig der maximale Durchfluss von 8 auf 16 m³/s verdoppelt wurde.
- weil der Zulaufstollen des Kraftwerks Vernayaz nicht für den erhöhten Durchfluss dimensioniert war, musste bei der Zentrale Châtelard-Barberine ein 200 000 m³ grosses Ausgleichsbecken geschaffen werden
- das Kraftwerk Châtelard-Barberine wurde zum Pumpspeicherkraftwerk ausgebaut, welches das neu geschaffene Ausgleichsbecken als Unterbecken benutzt. Die Pumpturbine wurde in der neu gebauten Zentrale Châtelard-Barberine II eingebaut,[5] die bestehende Zentrale wurde zu Châtelard-Barberine I
- weil das Ausgleichsbecken tiefer liegt als der bestehende Zulaufstollen zum Kraftwerk Vernayaz mussten noch zwei kleine Pumpen installiert werden, welche das turbinierte Wasser der beiden Châtelard-Barberine Zentralen in den Zulaufstollen hebt.[6]

## Technik
Das zweistufige Kraftwerk besteht aus den Zentralen Châtelard-Barberine und Vernayaz. Châtelard-Barberine kann maximal 16 m³/s verarbeiten. Das Wasser wird aus dem Lac d’Emosson bezogen und in das Ausgleichsbecken bei Le Châtelard abgegeben. Vom Ausgleichsbecken kann es entweder wieder in den Stausee zurückgepumpt werden oder durch zwei kleine Pumpen in den Zulaufstollen zum Ausgleichsbecken bei Les Marécottes gepumpt werden.
Dieser Zulaufstollen beginnt bei der Wasserfassung der Eau Noire, die ungefähr 80 m talseitig der Landesgrenze liegt. Er nimmt auch das Wasser vom Oberlauf der Trient auf, nachdem es von einem Nebenkraftwerk verarbeitet wurde. Auf dem Weg von der Zentrale Châtelard-Barberine zum Ausgleichsbecken Les Marécottes wird bei Le Trétien das Wasser aus dem Unterlauf der Triège aufgenommen.
Vom Ausgleichsbecken Les Marécottes führt ein horizontaler Druckstollen bis zum Wasserschloss bei Les Granges, von wo die Druckleitung zur Zentrale Vernayaz führt. Die Zentrale kann maximal 17,4 m³/s verarbeiten und gibt das Wasser ungefähr 200 m unterhalb der Trient-Mündung in die Rhone zurück.